# Campionatul Balcanic de atletism
Campionatul Balcanic de atletism pentru seniori în aer liber (în greacă Βαλκανικοί Αγώνες) sau Jocurile Balcanice este o competiție regională de atletism desfășurată între națiuni din Balcani și organizată de Asociația Balcanică a Federațiilor de Atletism (ABAF). Primele jocuri au avut loc la Atena în 1929, iar cele mai recente au avut loc la Cluj-Napoca, România, în 2020 pe Cluj Arena, unde au participat 300 de sportivi din 12 țări. În 2021, este programat la 26-27 iunie în Novi Pazar, Serbia.

## Organizare
Jocurile din 1929 au fost neoficiale și au fost organizate de către Asociația Elenă de Atletism Amator (în greacă ύνδεσμος Ελληνικών Γυμναστικών Αθλητικών Σωματείων; SEGAS). Ele s-au formalizat după 1930 și au fost organizate în mod regulat de atunci, cu excepția perioadei 1940–1953 din cauza celui de-al doilea război mondial și a tulburărilor postbelice. În 1946 și 1947, au fost organizate Jocuri neoficiale, sub numele de Jocuri balcanice și central-europene, la care au participat și Cehoslovacia, Polonia și Ungaria (1947).
SEGAS a fost, de asemenea, baza pentru crearea Campionatelor Balcanice de atletism în sală în 1994 - un eveniment înfrățit în interiorul competiției principale care este organizată în aer liber.

## Națiuni participante
- Grecia (din 1929)
- România (din 1929)
- Bulgaria (din 1929)
- Turcia (din 1931)
- Albania (din 1946)
- Slovenia  (din 1992)
- Croația (din 1992)
- Macedonia de Nord (din 1992)
- Bosnia și Herțegovina (din 1992)
- Republica Moldova (din 1992)
- Muntenegru (din 2006)
- Serbia (din 2006)
- Armenia (din 2013)
- Cipru (din 2014)
- Slovenia  (din 2014)
- Georgia (din 2014)
- Israel (din 2015)
- Kosovo (din 2016)
- San Marino  (din 2016)
- Ucraina (din 2016)
- Azerbaidjan (din 2017)
- Austria (din 2018)

### Foste țări
- Regatul Iugoslaviei (1929-1940)/
 Republica Socialistă Federativă Iugoslavia (1953-1990)
- Serbia și Muntenegru (1992-2005)

|  |

## Ediții
| Ediția | An   | Oraș gazdă   | Țară       | Probe |
| ------ | ---- | ------------ | ---------- | ----- |
|        | 1929 | Atena        | Grecia     |       |
| 1      | 1930 | Atena        | Grecia     |       |
| 2      | 1931 | Atena        | Grecia     |       |
| 3      | 1932 | Atena        | Grecia     |       |
| 4      | 1933 | Atena        | Grecia     |       |
| 5      | 1934 | Zagreb       | Iugoslavia |       |
| 6      | 1935 | Istanbul     | Turcia     |       |
| 7      | 1936 | Atena        | Grecia     |       |
| 8      | 1937 | București    | România    |       |
| 9      | 1938 | Belgrad      | Iugoslavia |       |
| 10     | 1939 | Atena        | Grecia     |       |
| 11     | 1940 | Istanbul     | Turcia     |       |
|        | 1946 | Tirana       | Albania    |       |
|        | 1947 | București    | România    |       |
| 12     | 1953 | Atena        | Grecia     |       |
| 13     | 1954 | Belgrad      | Iugoslavia |       |
| 14     | 1955 | Istanbul     | Turcia     |       |
| 15     | 1956 | Belgrad      | Iugoslavia |       |
| 16     | 1957 | Atena        | Grecia     |       |
| 17     | 1958 | Sofia        | Bulgaria   |       |
| 18     | 1959 | București    | Romania    |       |
| 19     | 1960 | Atena        | Grecia     |       |
| 20     | 1961 | Belgrad      | Iugoslavia |       |
| 21     | 1962 | Ankara       | Turcia     |       |
| 22     | 1963 | Sofia        | Bulgaria   |       |
| 23     | 1964 | București    | Romania    |       |
| 24     | 1965 | Pireu        | Grecia     |       |
| 25     | 1966 | Sarajevo     | Iugoslavia |       |
| 26     | 1967 | Istanbul     | Turcia     |       |
| 27     | 1968 | Pireu        | Grecia     |       |
| 28     | 1969 | Sofia        | Bulgaria   |       |
| 29     | 1970 | București    | Romania    |       |
| 30     | 1971 | Zagreb       | Iugoslavia |       |
| 31     | 1972 | Izmir        | Turcia     |       |
| 32     | 1973 | Piraeus      | Grecia     |       |
| 33     | 1974 | Sofia        | Bulgaria   |       |
| 34     | 1975 | București    | Romania    |       |
| 35     | 1976 | Celje        | Iugoslavia |       |
| 36     | 1977 | Ankara       | Turcia     |       |
| 37     | 1978 | Thessaloniki | Grecia     |       |
| 38     | 1979 | Piraeus      | Grecia     |       |
| 39     | 1980 | Sofia        | Bulgaria   |       |
| 40     | 1981 | Sarajevo     | Iugoslavia |       |
| 41     | 1982 | București    | Romania    |       |
| 42     | 1983 | Izmir        | Turcia     |       |
| 43     | 1984 | Atena        | Grecia     |       |
| 44     | 1985 | Stara Zagora | Bulgaria   |       |
| 45     | 1986 | Ljubljana    | Iugoslavia |       |
| 46     | 1988 | Ankara       | Turcia     |       |
| 47     | 1989 | Serres       | Grecia     |       |
| 48     | 1990 | Istanbul     | Turcia     |       |
| 49     | 1992 | Sofia        | Bulgaria   |       |
| 50     | 1994 | Trikala      | Grecia     |       |

| Ediția | An   | Oraș gazdă   | Țară                 | Probe |
| ------ | ---- | ------------ | -------------------- | ----- |
| 51     | 1996 | Niš          | Iugoslavia           |       |
| 52     | 1997 | Atena        | Grecia               |       |
| 53     | 1998 | Belgrad      | Iugoslavia           |       |
| 54     | 1999 | Istanbul     | Turcia               |       |
| 55     | 2000 | Kavala       | Grecia               |       |
| 56     | 2001 | Trikala      | Grecia               |       |
| 57     | 2002 | București    | România              |       |
| 58     | 2003 | Thiva        | Grecia               |       |
| 59     | 2004 | Istanbul     | Turcia               |       |
| 60     | 2005 | Novi Sad     | Serbia și Muntenegru |       |
| 61     | 2006 | Atena        | Grecia               |       |
| 62     | 2007 | Sofia        | Bulgaria             |       |
| 63     | 2008 | Kastoria     | Grecia               |       |
|        | 2009 | İzmir        | Turcia               |       |
|        | 2010 | Larisa       | Grecia               |       |
| 64     | 2011 | Sliven       | Bulgaria             |       |
| 65     | 2012 | Eskişehir    | Turcia               |       |
| 66     | 2013 | Stara Zagora | Bulgaria             |       |
| 67     | 2014 | Pitești      | România              |       |
| 68     | 2015 | Pitești      | România              |       |
| 69     | 2016 | Pitești      | România              |       |
| 70     | 2017 | Novi Pazar   | Serbia               |       |
| 71     | 2018 | Stara Zagora | Bulgaria             | 42    |
| 72     | 2019 | Praveț       | Bulgaria             |       |
| 73     | 2020 | Cluj-Napoca  | România              |       |
| 74     | 2021 | Smederevo    | Serbia               |       |
| 75     | 2022 | Craiova      | România              |       |
| 76     | 2023 | Kraljevo     | Serbia               |       |
| 77     | 2024 | Izmir        | Turcia               |       |
| 78     | 2025 | Volos        | Grecia               |       |

## Recorduri

### Bărbați
| Proba                        | Record           | Sportiv                  | Naționalitate     | Data                        | Campionat | Loc                       | Ref    |
| ---------------------------- | ---------------- | ------------------------ | ----------------- | --------------------------- | --------- | ------------------------- | ------ |
| 100 m                        | 10,11 (+0.5 m/s) | Jak Ali Harvey           | Turcia            | 1 august 2015               | 2015      | Pitești, România          |        |
| 200 m                        | 20,50 (-0.6 m/s) | Sergii Smelyk            | Ukraine           | 3 septembrie 2019           | 2019      | Praveț, Bulgaria          | [ 10 ] |
| 400 m                        | 45,54            | Željko Knapić            | Iugoslavia        | 1979                        |           | Atena                     |        |
| 800 m                        | 1:45,73          | Luciano Sušanj           | Iugoslavia        | 2 august 1974               |           | Sofia                     |        |
| 1 500 m                      | 3:40,40          | Petre Lupan              | România           | 5 august 1972               |           | İzmir                     |        |
| 5 000 m                      | 13:42,43         | Michalis Kousis          | Grecia            | 1978                        |           | Salonic                   |        |
| 110 m cursă cu garduri       | 13,52 (-0.5 m/s) | Jivko Videnov            | Bulgaria          | 25 august 2002              |           | București                 |        |
| 400 m garduri                | 49,36            | Athanasios Kalogiannis   | Grecia            | 17 iulie 1998               |           | Ankara                    |        |
| 3000 m alergare cu obstacole | 8:22,77          | Florin Ionescu           | România           | 28 iunie 1997               |           | Atena                     |        |
| Săritura în înălțime         | 2,31 m           | Sorin Matei              | România           | 16 iulie 1988               |           | Ankara                    |        |
| Săritura cu prăjina          | 5,66 m           | Emmanouil Karalis        | Greece            | 3 septembrie 2019           | 2019      | Praveț, Bulgaria          | [ 11 ] |
| Săritură în lungime          | 8,18 m NWI       | Konstadínos Koukodímos   | Grecia            | 4 iulie 1992                |           | Sofia                     |        |
| Triplusalt                   | 17,24 m          | Marian Oprea             | România           | 13 iulie 2003 28 iulie 2013 |           | Teba, Grecia Stara Zagora |        |
| Aruncarea greutății          | 20,96 m          | Andrei Gag               | România           | 2 august 2015               | 2015      | Pitești, România          |        |
| Aruncarea discului           | 65,44 m          | Ion Zamfirache           | România           | 15 august 1982              |           | București                 |        |
| Aruncarea suliței            | 83,60 m          | Andrian Mardare          | Republica Moldova | 20 septembrie 2020          | 2020      | Cluj-Napoca, România      | [ 12 ] |
| Aruncarea ciocanului         | 79,16 m          | Aléxandros Papadimitríou | Grecia            | 12 iulie 2003               |           | Teba, Grecia              |        |
| Decatlon                     | 7995 pts         | Saša Karan               | Iugoslavia        | 1990                        |           | Istanbul                  |        |
| 4 × 100 m Ștafetă            | 39,22            |                          | Bulgaria          | 1985                        |           | Stara Zagora, Bulgaria    |        |
| 4 × 400 m Ștafetă            | 3:03,94          |                          | Iugoslavia        | 17 iulie 1988               |           | Ankara                    |        |

### Femei
| Eveniment                    | Record             | Sportivă               | Naționalitate     | Data              | Loc  | Campionat              | Ref    |
| ---------------------------- | ------------------ | ---------------------- | ----------------- | ----------------- | ---- | ---------------------- | ------ |
| 100 m                        | 10,96 (+0,8 m/s)   | Ivet Lalova            | Bulgaria          | 2 iulie 2011      |      | Sliven, Bulgaria       |        |
| 200 m                        | 22,45 (+1,2 m/s)   | Ivet Lalova-Collio     | Bulgaria          | 3 septembrie 2019 | 2019 | Praveț, Bulgaria       | [ 13 ] |
| 400 m                        | 50,98              | Jelica Pavličić        | Iugoslavia        | 3 august 1974     |      | Sofia                  |        |
| 800 m                        | 1:56,42            | Paula Ivan             | România           | 16 iulie 1988     |      | Ankara                 |        |
| 1500 m                       | 4:04,56            | Corina Dumbrăvean      | România           | 24 iulie 2005     |      | Novi Sad               |        |
| 5000 m                       | 15:27,33           | Iulia Olteanu          | România           | 1997              |      | Atena                  |        |
| 100 m garduri                | 12,26              | Iordanka Donkova       | Bulgaria          | 7 septembrie 1986 |      | Ljubljana              |        |
| 400 m garduri                | 54,23              | Vania Stambolova       | Bulgaria          | 2 iulie 2011      |      | Sliven                 |        |
| 3000 m alergare cu obstacole | 9:17,89            | Luiza Gega             | Albania           | 19 iunie 2022     | 2022 | Craiova, România       | [ 14 ] |
| Săritura în înălțime         | 2,01 m             | Stefka Kostadinova     | Bulgaria          | 6 septembrie 1986 |      | Ljubljana              |        |
| Săritura cu prăjina          | 4,45 m             | Nikoléta Kiriakopoúlou | Grecia            | 19 iulie 2008     |      | Argos Orestiko         |        |
| Săritură în lungime          | 7,14 m (+1,2 m/s)  | Mirela Dulgheru        | România           | 5 iulie 1992      |      | Sofia                  |        |
| Triplusalt                   | 14,60 m (+1,7 m/s) | Paraskevi Papachristou | Greece            | 20 iulie 2018     | 2018 | Stara Zagora, Bulgaria | [ 15 ] |
| Aruncarea greutății          | 21,11 m            | Verjinia Veselinova    | Bulgaria          | 14 iunie 1980     |      | Sofia                  |        |
| Aruncarea discului           | 70,20 m            | Daniela Costian        | România           | 17 iulie 1988     |      | Ankara                 |        |
| Aruncarea ciocanului         | 73,97 m            | Zalina Marghieva       | Republica Moldova | 2 august 2015     | 2015 | Pitești, România       |        |
| Aruncarea suliței            | 60,60 m            | Marija Vučenović       | Serbia            | 20 iulie 2018     | 2018 | Stara Zagora, Bulgaria | [ 16 ] |
| Heptatlon                    | 6304 pts           | Emilia Dimitrova       | Bulgaria          | 7 septembrie 1986 |      | Ljubljana              |        |
| 4 × 100 m Ștafetă            | 42,89              |                        | Bulgaria          | 1988              |      | Ankara                 |        |
| 4 × 400 m Ștafetă            | 3:27,39            |                        | România           | 1985              |      | Stara Zagora           |        |

## Denumirea sportivilor în 1940
Campionul la competiția de tir din 1940 a fost prezentat ca Arat Ararat din Turcia. Numele de naștere al acestui sportiv a fost Sokratis Ioannidis, un ortodox grec născut la Istanbul. Din cauza fricțiunilor politice dintre Turcia și Grecia în acel moment, turcii au decis că ar fi mai corect din punct de vedere politic să-i schimbe numele în Arat Ararat. Acesta era numele prin care era cunoscut în cercurile atletice.